# Flandern Rundt 2011
Flandern Rundt 2011 var den 95. udgave af Flandern Rundt og blev arrangeret 3. april 2011. Løbet blev vundet af belgieren Nick Nuyens fra Saxo Bank-SunGard.

## Deltagende hold
25 hold blev inviteret til at deltage:
- ProTeam: AG2R La Mondiale, Astana, BMC Racing Team, Euskaltel-Euskadi, Garmin-Cervélo, Team HTC-Highroad, Katusha, Lampre-ISD, Liquigas-Cannondale, Leopard Trek, Movistar Team, Omega Pharma-Lotto, Quick Step, Rabobank, Team RadioShack, Saxo Bank-SunGard, Team Sky, Vacansoleil-DCM.
- Professionelle kontinentalhold: Landbouwkrediet, Topsport Vlaanderen-Mercator, Verandas Willems-Accent, Cofidis, FDJ, Skil-Shimano, Europcar

## Resultater
|    | Rytter              | Hold                    | Tid     |
| -- | ------------------- | ----------------------- | ------- |
| 1  | Nick Nuyens         | Saxo Bank-SunGard       | 6:00.42 |
| 2  | Sylvain Chavanel    | Quick Step              | + 0     |
| 3  | Fabian Cancellara   | Leopard Trek            | + 0     |
| 4  | Tom Boonen          | Quick Step              | + 2     |
| 5  | Sebastian Langeveld | Rabobank                | + 5     |
| 6  | George Hincapie     | BMC Racing Team         | + 5     |
| 7  | Björn Leukemans     | Vacansoleil-DCM         | + 5     |
| 8  | Staf Scheirlinckx   | Verandas Willems-Accent | + 5     |
| 9  | Philippe Gilbert    | Omega Pharma-Lotto      | + 5     |
| 10 | Geraint Thomas      | Team Sky                | + 5     |